# 商品装飾展示技能士
商品装飾展示技能士（しょうひんそうしょくてんじぎのうし）とは、国家資格である技能検定制度の一種で、都道府県知事（問題作成等は中央職業能力開発協会、試験の実施等は都道府県職業能力開発協会）が実施する、商品装飾展示に関する学科及び実技試験に合格した者をいう。
なお職業能力開発促進法により、資格を表記する際には「1級商品装飾展示技能士」、「2級商品装飾展示技能士」、「3級商品装飾展示技能士」のように「等級」「正式職種名」「技能士」の順で表示することとされている。また商品装飾展示技能士資格を持っていないものが商品装飾展示技能士と称することは禁じられ、違反者には罰則が科せられる。名称独占資格。

## 概要
商品装飾展示に携わる人に必要な技能について、厚生労働省が一定の基準により検定し、国として証明する技能の国家検定制度に合格した人をさす。1級の合格者には厚生労働大臣名、2級・3級の合格者には都道府県知事名の合格証書と、それぞれに技能士章が交付され技能士と称される。
商品装飾展示技能士はマーチャンダイズプレゼンテーションのスペシャリストであり店舗や企業におけるビジュアル・マーチャンダイジング（VMD）担当者として、常に柔軟で効果的な売り場づくりと商品プレゼンテーションを担う重要かつ専門的な存在といえる。
マーチャンダイジング（商品政策・商品計画）のビジュアルコミュニケーション（視覚情報伝達）を意図して、知識・技術・技能を駆使し視覚効果のある売り場、陳列棚あるいはショーウインドーなどの商業展示空間をつくりあげる専門家である。ファッションコーディネート、テーブルコーディネートなどの方法を用いて魅力的なライフスタイルを商品を使って具体的に提示する消費者と供給者の仲立ち役である。客が見やすく、買いやすい商品プレゼンテーションを前提として購買意欲を高める工夫を凝らした店づくり、売り場演出の企画・設計・デザイン・設営・施工等を行う。
この資格を活かせる職業として、ディスプレイデザイナーがある。

## 級別
1級、2級、3級の別がある。
　1級ー上級技能者対象
　2級ー中級技能者対象
　3級ー初級技能者対象

## 受験資格
受検資格を取得するために必要な実務経験年数は以下の通りである。　
　3級 - 制限なし（実務経験があればよい）
　2級 - 2年以上（直接受検する場合）あるいは制限なし（3級合格後）
　1級 - 7年以上（直接受検する場合）あるいは4年以上（3級合格後）あるいは2年以上（2級合格後）
専門学校、短期大学、高等専門学校、高等学校専攻科、大学、専修学校、各種学校、職業能力開発校等の卒業者、修了者に関しては、必要とされる実務経験期間が緩和される。ただし、専修学校においては、大学院入学資格付与課程、大学編入学資格付与課程、大学入学資格付与課程、あるいは厚生労働大臣が指定するものに限る。各種学校においては、厚生労働大臣が指定するものに限る。 

## 実技試験内容（商品装飾展示作業）
- 1級
  - 課題1：イメージスケッチ及び平面図の作成（“父の日”をテーマに、ワイシャツ売場のテーブル上におけるビジュアルプレゼンテーションをプランし、イメージスケッチ(一点透視図)及び平面図を作成する。）試験時間＝1時間40分
  - 課題2：ビジュアルプレゼンテーション（課題1のイメージスケッチ及び平面図をもとに、ピンワーク、フライング、フォーミング、ラッピング等により具体的にプレゼンテーションを行う。）試験時間＝1時間50分
- 2級：“父の日”をテーマに、紳士洋品売場の商品プレゼンテーションを行う。スペースはテーブル上及び棚付きパネルとする。完成図をもとに、ピンナップ、フォーミング、ラッピング等により具体的にプレゼンテーションを行う。試験時間＝1時間50分
- 3級：“父の日”をテーマに、紳士洋品売場の壁面・棚上のスペースを想定した商品プレゼンテーションを行う。試験時間＝1時間50分